# Oberamt Brackenheim

Karte der Oberämter, Stand 1926

Das Oberamt Brackenheim war ein württembergischer Verwaltungsbezirk (auf beigefügter Karte # 8), der 1934 in Kreis Brackenheim umbenannt und 1938 aufgelöst wurde. Dabei wurden drei Gemeinden dem Landkreis Vaihingen zugeschlagen, die übrigen kamen zum Landkreis Heilbronn. Allgemeine Bemerkungen zu württembergischen Oberämtern siehe Oberamt (Württemberg).

## Geschichte

Oberamt Brackenheim, Gebietsstand 1813, mit den früheren Herrschafts- und Ämtergrenzen
Legende

Württemberg erwarb bereits im 14. Jahrhundert einen großen Teil des Zabergäus. Der in der Folge noch erweiterte Besitz verteilte sich auf die Ämter, ab 1758 Oberämter, Brackenheim und Güglingen. Letzteres wurde 1808 aufgelöst und dem Oberamt Brackenheim einverleibt, das auch einige ehemals deutschordische bzw. ritterschaftliche, durch die Rheinbundakte zu Württemberg gekommene Orte hinzu erhielt. Gleichzeitig wurde das durch den Umbau der Staatswirtschaft durch König Friedrich neu geschaffene Kameralamt (Finanzbehörde) des Oberamtsbezirks Brackenheim in Güglingen angesiedelt. Nachbarn des von 1818 bis 1924 dem Neckarkreis zugeordneten Bezirks waren nach der Neuordnung die Oberämter Heilbronn, Besigheim, Vaihingen, Maulbronn sowie das Großherzogtum Baden.
1926 umfasste der Bereich des Oberamts Brackenheim 30 Gemeinden mit einer Gesamtfläche von 223,52 km². Innerhalb des Oberamtsbereichs befanden sich 11.086 Gebäude, darunter 4500 Nebengebäude. Die Wohnbevölkerung betrug 1925 rund 31.800 Personen.

### Ehemalige Herrschaften
1813, nach Abschluss der Gebietsreform, setzte sich der Bezirk aus Bestandteilen zusammen, die im Jahr 1800 zu folgenden Herrschaften gehört hatten:
- Herzogtum Württemberg
  - Oberamt Brackenheim: Brackenheim, Botenheim, Alt-Cleebronn, Dürrenzimmern, Haberschlacht, Hausen an der Zaber, Kleingartach, Meimsheim, Niederhofen, Nordhausen, Nordheim, Stetten;
  - Oberamt Güglingen: Güglingen, Eibensbach, Frauenzimmern, Häfnerhaslach, Ochsenbach mit Spielberg, Bromberg und Kirbachhof, Pfaffenhofen mit Rodbachhof, Weiler;
  - Oberamt Bönnigheim: Neu-Cleebronn mit Michaelsberg und Treffentrill;
  - Kammerschreibereigut
    - Stabsamt Ochsenberg: Ochsenberg mit Riesenhof, Leonbronn, Zaberfeld, Michelbach mit Pfitzenhof;
    - Stabsamt Freudental: Magenheim.
- Deutscher Orden
Stockheim mit Stocksberg.
- Reichsritterschaft
Beim Kanton Kraichgau der schwäbischen Ritterschaft waren immatrikuliert: Schwaigern, Neipperg, Klingenberg, Hausen bei Massenbach (Herren von Neipperg), Massenbach.

## Gemeinden

### Einwohnerzahlen 1871
Folgende 30 Gemeinden waren 1873 dem Oberamt Brackenheim unterstellt:
| Nr. | frühere Gemeinde         | Einwohner zahl 1871 | heutige Gemeinde |
| --- | ------------------------ | ------------------- | ---------------- |
| 1   | Brackenheim              | 1584                | Brackenheim      |
| 2   | Botenheim                | 778                 | Brackenheim      |
| 3   | Cleebronn                | 1315                | Cleebronn        |
| 4   | Dürrenzimmern            | 679                 | Brackenheim      |
| 5   | Eibensbach               | 296                 | Güglingen        |
| 6   | Frauenzimmern            | 526                 | Güglingen        |
| 7   | Güglingen                | 1435                | Güglingen        |
| 8   | Haberschlacht            | 608                 | Brackenheim      |
| 9   | Häfnerhaslach            | 574                 | Sachsenheim      |
| 10  | Hausen bei Massenbach 1  | 1039                | Massenbachhausen |
| 11  | Hausen an der Zaber      | 886                 | Brackenheim      |
| 12  | Klein-Gartach            | 952                 | Eppingen         |
| 13  | Klingenberg              | 438                 | Heilbronn        |
| 14  | Leonbronn                | 434                 | Zaberfeld        |
| 15  | Massenbach               | 807                 | Schwaigern       |
| 16  | Meimsheim                | 956                 | Brackenheim      |
| 17  | Michelbach               | 330                 | Zaberfeld        |
| 18  | Neipperg                 | 506                 | Brackenheim      |
| 19  | Niederhofen              | 670                 | Schwaigern       |
| 20  | Nordhausen               | 348                 | Nordheim         |
| 21  | Nordheim                 | 1170                | Nordheim         |
| 22  | Ochsenbach               | 652                 | Sachsenheim      |
| 23  | Ochsenberg 2             | 585                 | Zaberfeld        |
| 24  | Pfaffenhofen             | 992                 | Pfaffenhofen     |
| 25  | Schwaigern               | 2059                | Schwaigern       |
| 26  | Spielberg                | 186                 | Sachsenheim      |
| 27  | Stethen a. Heuchelberg 3 | 1062                | Schwaigern       |
| 28  | Stockheim                | 631                 | Brackenheim      |
| 29  | Weiler                   | 339                 | Pfaffenhofen     |
| 30  | Zaberfeld                | 767                 | Zaberfeld        |
|     | Summe                    | 23604               |                  |

### Änderungen im Gemeindebestand seit 1813

Gemeinden und Markungen um 1860

1843 schlossen sich Alt-Cleebronn und Neu-Cleebronn zur Gemeinde Cleebronn zusammen.

## Amtsvorsteher
- 1803–1810: Karl August Eccard
- 1810–1819: Johann Friedrich von Werner
- 1819–1844: Karl Eberhard Röslin
- 1844–1853: Karl Wilhelm Friedrich Jäger
- 1853–1872: August Ludwig Vogel
- 1872–1885: Wilhelm Gottlob Eisenbach
- 1885–1893: Theodor Mäulen
- 1893–1900: Alfred Haakh
- 1900: Otto Heinrich Bechtle
- 1901–1906: Paul Krauß
- 1906–1909: Alfred Neuschler
- 1910–1914: Emil Autenrieth
- 1915–1919: Julius Kümmerlen
- 1919–1933: Otto Hornung
- 1934–1938: Otto Häberle (Amtsverweser)

## Abgeordnete
Von 1815 bis 1918 dienten die württembergischen Oberämter auch als Wahlkreise für die Ständeversammlungen 1815 bis 1819, die Abgeordnetenkammer der Württembergischen Landstände und die drei verfassungrevidierenden bzw. -beratenden Landesversammlungen 1849 bis 1850.
Das Oberamt Brackenheim vertraten dabei folgende Abgeordnete:
- 1815–1817: Christian Georg Jakob Seybold
- 1819–1819: Ludwig Georg Friedrich Seybold
- 1819–1825: Johannes Koch
- 1825–1831: Jakob Friedrich Dörr
- 1833–1833: Friedrich Heinrich Knaus
- 1833–1848: Friedrich Schwarz
- 1848–1850: Paul Vogel
- 1851–1853: Karl Krauch
- 1853–1861: Paul Vogel
- 1861–1862: August Müller
- 1862–1876: Johann Georg Heinrich von Schneider
- 1876–1882: Robert Winter
- 1882–1889: August Liomin
- 1889–1895: Robert Winter
- 1895–1912: Friedrich von Balz
- 1912–1918: Wilhelm Haag